# 성도 (의학)
사람과 동물의 성도(聲道, vocal tract)는 발성 기관(포유류는 후두, 조류는 울음대)에서 만들어진 목소리가 몸 밖으로 나오기까지 거쳐 가는 공간을 말한다.
조류의 성도는 기관, 울음대, 구강, 식도 윗부분, 부리로 이루어진다. 포유류의 성도는 후두강, 인두, 구강, 비강으로 이루어진다.
사람 성도의 평균 길이는 성인 남성에서 16.9 cm, 성인 여성에서 14.1 cm로 추정된다.

## 같이 보기
- 조음기관
- 조음 방법